# Croton punctatus
Croton punctatus är en törelväxtart som beskrevs av Nikolaus Joseph von Jacquin. Croton punctatus ingår i släktet Croton och familjen törelväxter. Inga underarter finns listade i Catalogue of Life.